# Академія Брери

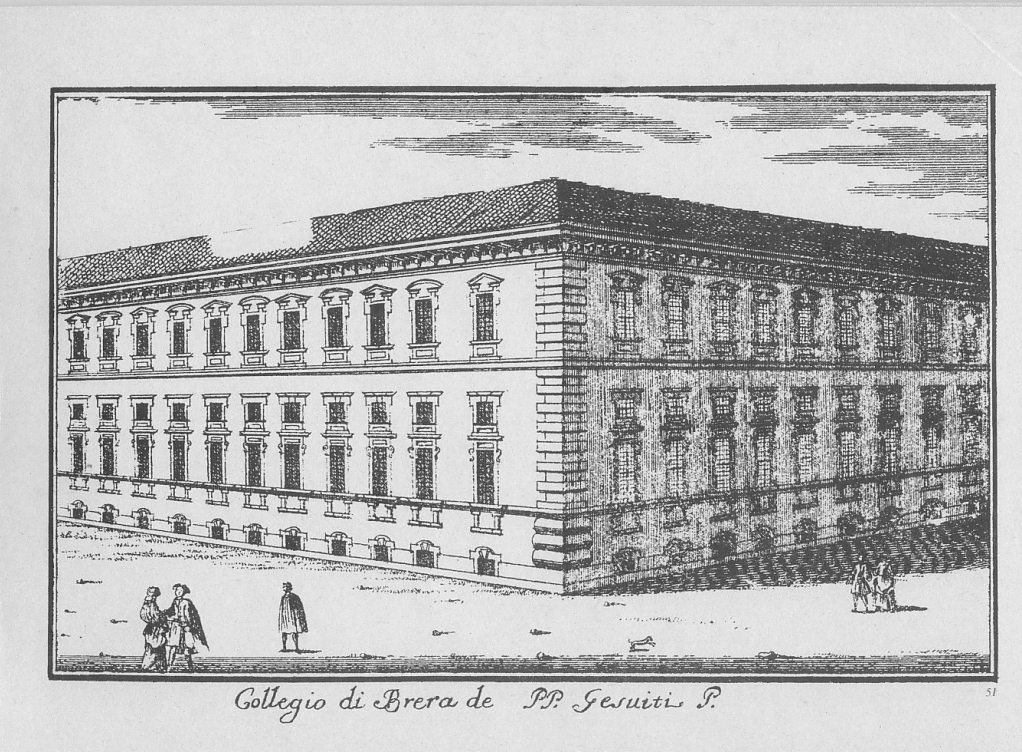
Марк Антоніо даль Ре — єзуїтський Коледж Брера

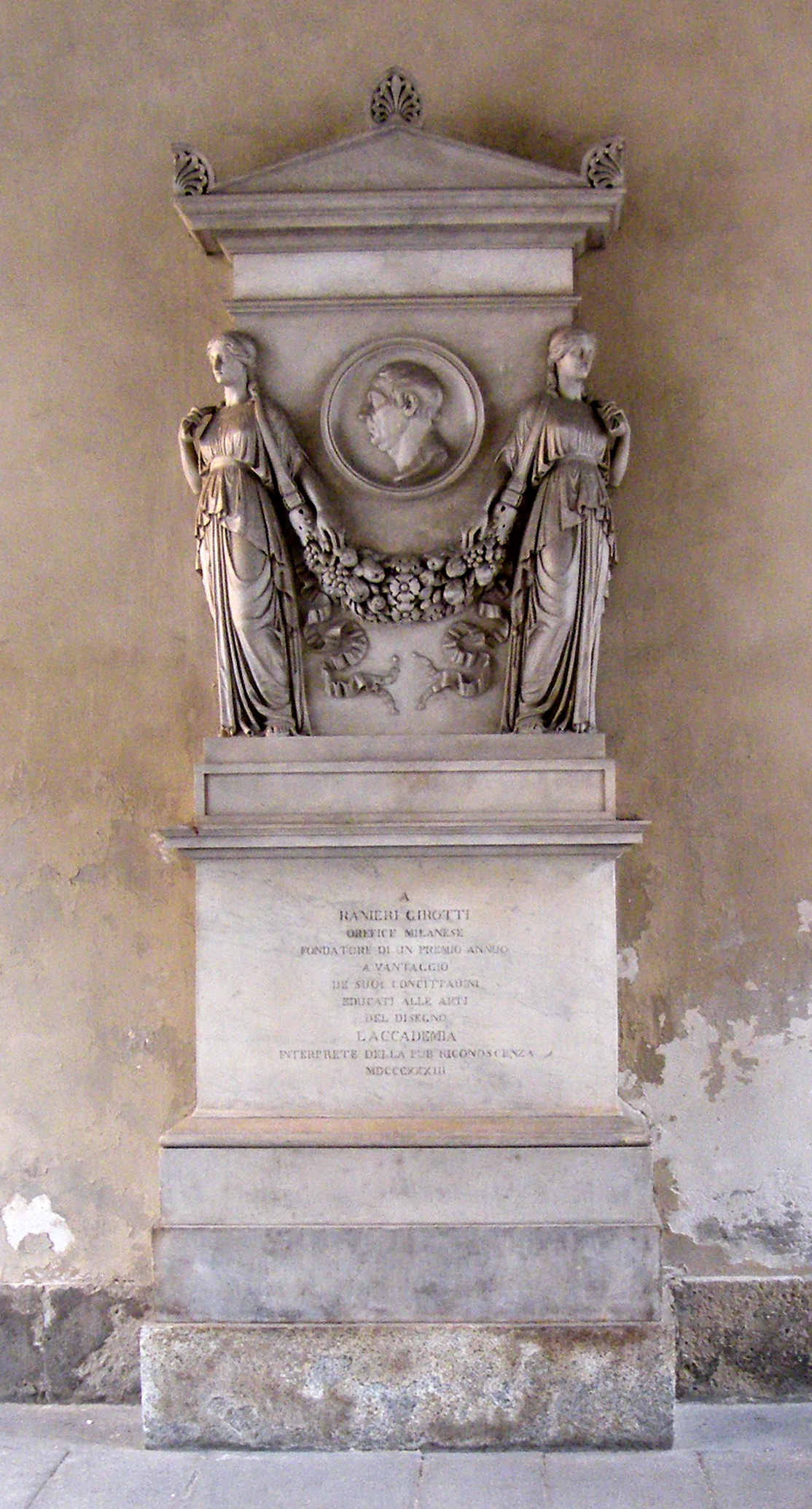
Монумент Раньєрі Джіротті, меценату Академії Брера біля входу в Палац Брера в Мілані

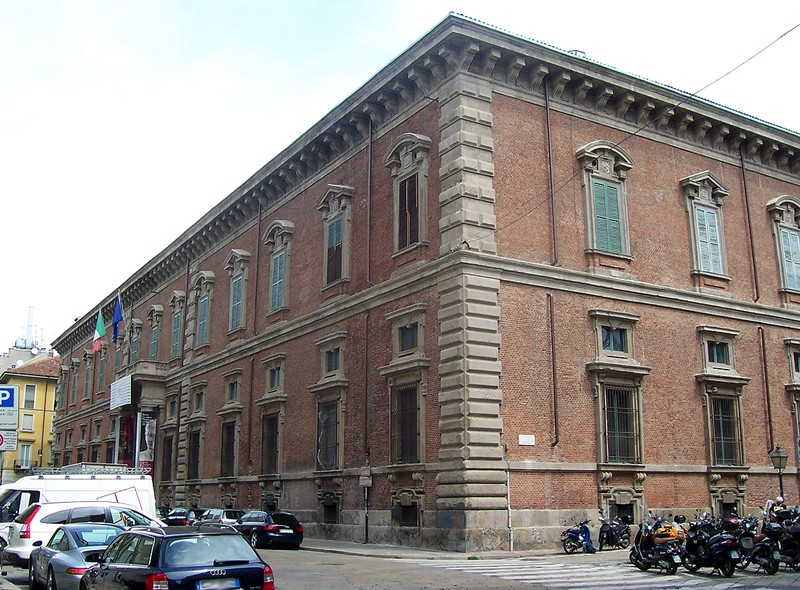
Палац Брера, Мілан

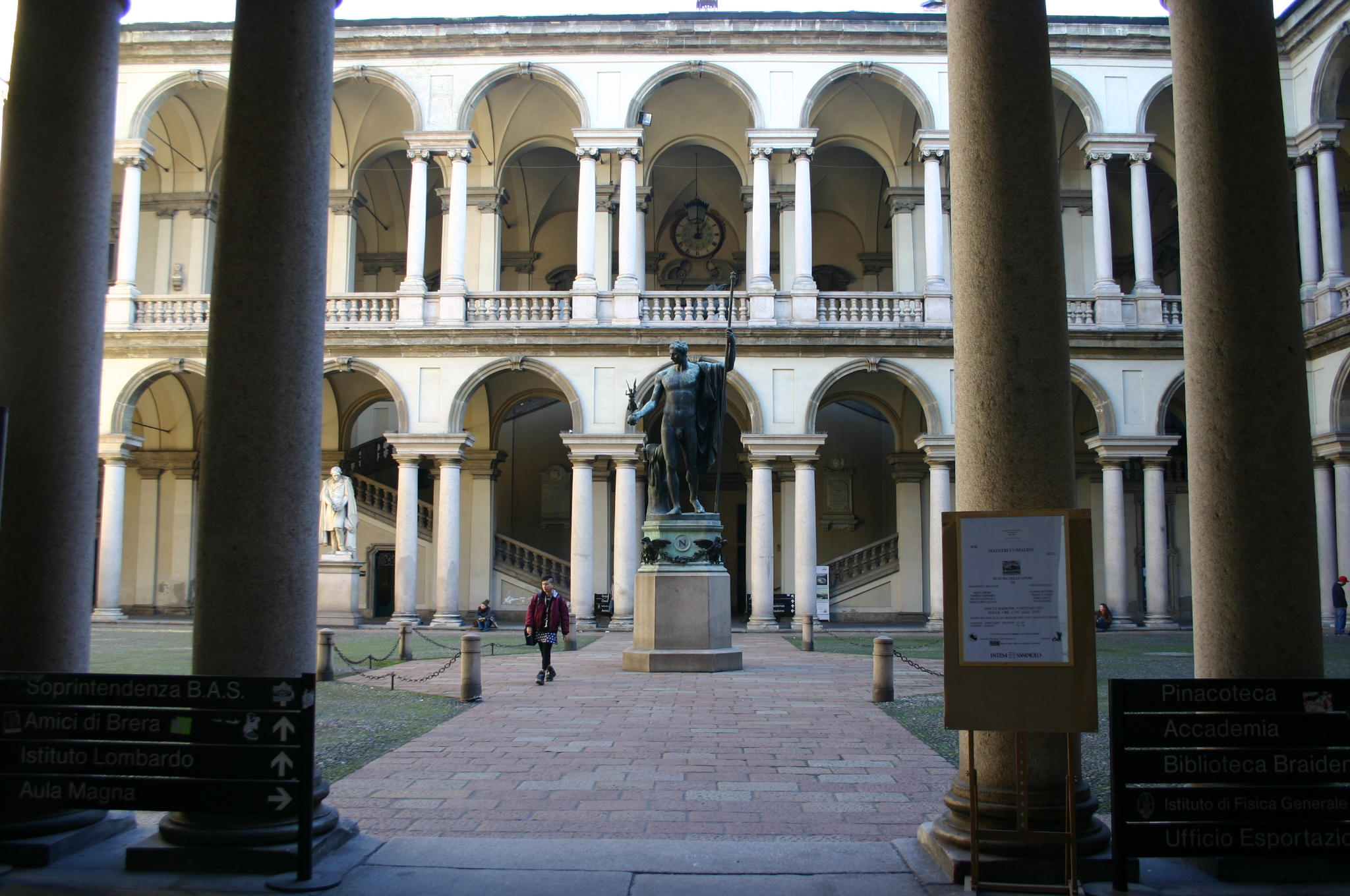
Внутрішній дворик

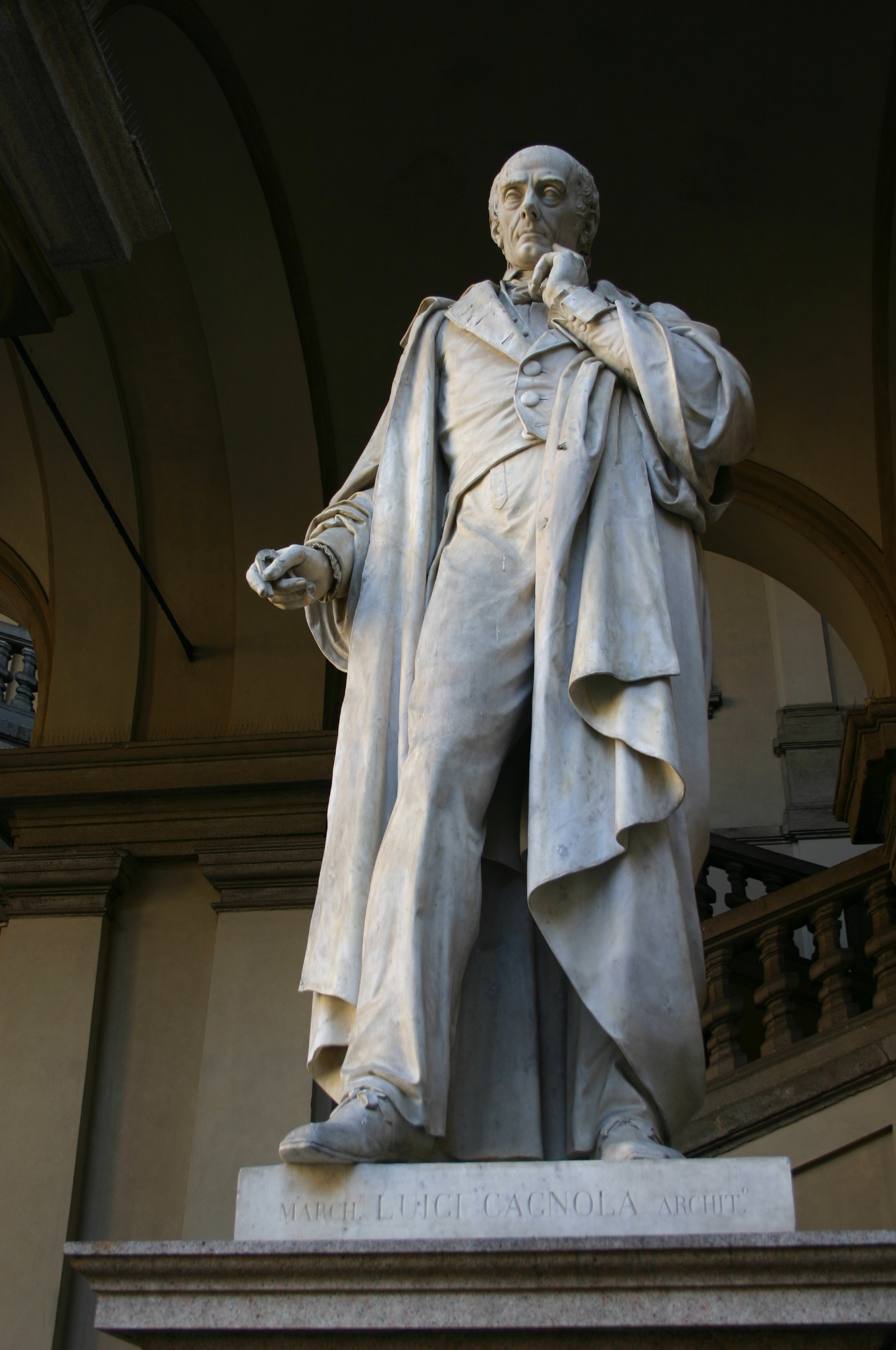
Монумент архітектору Луїджі Каньола

Академія мистецтв Брери, відоміша як Академія Брери (італ. Accademia di Belle Arti di Brera, Accademia di Brera) — державний вищий навчальний заклад, головний корпус якого розташований за адресою: вул. Брера 28, Мілан. Академія була заснована 1776 р. Марією-Терезою з роду Габсбургів.

## Огляд
Основною метою є навчання та дослідження в рамках творчого мистецтва (живопис, скульптура, графіка, фото, відео і т. д.) і культурно-історичних дисциплін. Відповідно до чинних італійських правил (MIUR Міністерства освіти, університетів та досліджень), Академія Брери включена до університетської програми в галузі художнього і музичного навчання з подальшою видачею академічних дипломів 1-го та 2-го ступеня.
В Італії цей навчальний заклад має найвищий рівень інтернаціоналізації (більше 24 %): близько 3500 студентів, включаючи більше 850 іноземців, які в основному вже здобули вищу освіту у своїй країні) з 49 країн. Академія є учасником програм обміну для студентів та викладачів в рамках програми ERASMUS. З 2006 року налагоджені зв'язки з такими країнами як Японія, Китай, Мексика і Австралія.
У 2005 рівень викладання в Академії був класифікований ЮНЕСКО як «А5». Він також вважається одним з провідних навчальних закладів світу. Нинішній директор Академії — професор Ґастон Маріані.

## Історія в роках
- 1572: Палац Брера, побудований на руїнах монастиря ордену уміліятів (в пер. з іт. — «принижених»), стає власністю єзуїтів. Слово «Брера» походить від германського braida або brayda і означає велику трав'янисту ділянку землі.
- 1627-1628: реставрація палацу була доручена Франческо Марія Рікіні.
- 1772: призупинена діяльність Товариства Ісуса; засновано Астрономічну обсерваторію Брери (є частиною Національного інституту астрофізики Італії) та Національну бібліотеку Брайденсе (єзуїтами) .
- 1774: створений Ботанічний сад Брери.
- 1776: імператрицею Австрії Марією Терезою була заснована Академія мистецтв Брери, щоб забезпечити громадський контроль та оцінку приватного викладання образотворчого мистецтва художниками і ремісниками. Проект був доручений архітектору Джузеппе П'єрмаріні, який, окрім того, очолив першу кафедру архітектури в Академії. Цього ж року була заснована Пінакотека Брери як колекція творів-зразків для навчання студентів, що могли робити з них копії та гіпсові відбитки. На початок 21 ст. це музей міжнародного рівня, де зберігаються, зокрема, шедеври Белліні, Умберто Боччоні, Боттічеллі, Караваджо, Хаєза, Мантеньї, Модільяні, Пікассо, П'єро делла Франческа, Раффаеля анті, Рембрандта, Рубенса, Джованні Баттіста Тьєполо, Тінторетто, Тиціана, Паоло Веронезе.
- 1797: Наполеон Бонапарт підписав наказ, котрий перетворює Пінакотеку на музей (за зразком Лувра, але меншого за вартістю), де зберігає викрадені картини із завойованих територій. Засновує Ломбардський інститут наук і літератури.
- 1803: формується Академічна рада у складі 30 осіб, яка розробляє навчальні програми та розширює коло навчальних дисциплін, де викладаються: архітектура, живопис, скульптура, декор, гравюра, перспектива, художня анатомія та елементи фігури. Спеціальна комісія контролювала створення публічних монументів.
- 1805: започаткована щорічна виставка, яка стала найважливішою подією для тогочасного мистецтва в Італії протягом всього XIX століття. На огляд виставлялися роботи студентів Академії, а також — італійських і європейських художників. Це допомогло Брері завоювати визнання в Європі.
- 1809: для адаптації архітектурного комплексу палацу Брера до його нових функцій було зруйновано фасад Церкви Санта Марія ді Брера ХІІІ ст. Барельєфи, скульптури фасаду і фрагменти порталу церкви передаються в Музей античного мистецтва, що розташували в Кастелло Сфорцеско в Мілані. Художні твори з церкви (живопис, фрески) передають на зберігання в Пінакотеку та у міланський Музеї науки й техніки. Інші елементи декору та фрески Джусто деі Менабуоі дотепер на кафедрі дизайну та ужиткового мистецтва Академії.
- 1859: після візиту Наполеона III до Мілану в центрі внутрішнього дворику палацу Брера на мармуровому постаменті було встановлено бронзову статую Наполеона I в образі Марса-миротворця (за моделлю скульптораАнтоніо Канова).
- 1861: після об'єднання Італії Академія переживає період кризи у зв'язку з появою фотографії та загальною відмовою копіювати роботи минулих літ.
- 1863: відокремлюється Археологічний музей.
- 1882: Пінакотека Брери стає автономною структурою.
- 1891: експозиції відбуваються раз на три роки (трієнналі); створена Школа Архітектури.
- 1897-1914: Камілло Боїто стає президентом Академії; серед його учнів — Лука Бельтрамі.
- 1900: в Пінакотеці з'являється колекція сучасного на той час живопису.
- 1923: внаслідок освітньої реформи, «промоутером» якої був Джованні Джентіле, створюється Ліцей мистецтв. У тому ж році засновується Школа скульптури (очолив Адольфо Вільдт), серед її найкращих учнів — Лючіо Фонтана і Фаусто Мелотті. Фуні очолює кафедру фрески.
- 1931: Школа Архітектури переноситься до міланського політеху.
- 1946: після закінчення Другої світової війни Академія відновлює свою роботу під керівництвом Альдо Карпі.
- 2008: з'являються численні газетні публікації про неефективний менеджмент всередині Академії, що спостерігався протягом 20 років перебування на посаді директора Фернандо Де Філіппі, в той час, як надлишок готівки на рахунках Академії становив близько € 9,7 млн. Кошти, про які ніхто не знав, могли бути спрямовані на покращення навчального процесу, ремонт аудиторій, лабораторій, на реставрацію об'єктів.

## Загальна інформація
Кількість навчальних напрямків зросла з 4 традиційних до:
- 11-ти програм трирічного курсу (диплом бакалавра 1-го ступеня),
- 19 дворічних курсів (з видачею диплома бакалавра 2-го ступеня),
- 1 поглиблений
- 3 магістерські.

Також з'явилися 6 курсів для викладачів дворічних навчальних програм в середніх школах (COBASLID).
Чотири традиційні напрями:
- Дизайн інтер'єру
- Живопис
- Скульптура
- Сценографія

Нові експериментальні напрями (з 1997-98 р.) — макс. 20 студентів на рік:
- Сучасне сакральне мистецтво;
- Реконструкція сучасного мистецтва;
- Комунікації та освіта в мистецтві;
- Мультимедійні комунікації.

Це дозволило продовжити тривалість деяких курсів на один рік (заг. тривалість — до п'яти років). Відвідування занять є обов'язковим. За пропуски ймовірне виключення з Академії. Відсутність з вагомих причин має бути офіційно підтверджена до 15 березня поточного навчального року. В іншому випадку студент ризикує отримати недопуск до іспитів, а значить — втратити один навчальний рік.

### Прийом іноземних громадян
Іноземні громадяни, які бажають вступити до Академії, повинні подати відповідну заяву в консульство Італії в їхній країні не пізніше 15 березня року, в якому вони мають намір почати навчання. Разом із заявою нобхідно подати educational curriculum — своє освітнє резюме (у комплекті з відповідними дипломами) і зазначити обраний курснавчання. Консульство перевірить еквівалентність навчальних програм та відправить перекладені документи до секретаріату Академії.

### Культурна спадщина
В складі Академії Брери — * Колекція скульптур та гіпсових копій;
- Історичний архів;
- Історична організація;
- Зала з малюнками і гравюрами;
- Фотогалерея;
- Фотоархів;
- Бібліотека сучасного мистецтва Академії Брера.

## Навчальні програми та курси

### Трирічні курси (диплом 1 рівня)

#### Факультет візуального мистецтва
- Живопис
- Скульптура
- Графіка
- Декор

#### Факультет дизайну та прикладного мистецтва
- Сценографія
- Реставрація
- Художній дизайн для бізнесу
- Нові технології в мистецтві

#### Факультет комунікацій та викладання мистецтва
- Оцінка творів мистецтва
- Комунікації та викладання мистецтва

### Дворічні курси (диплом 2 рівня)

#### Факультет візуального мистецтва
- Живопис
- Скульптура
- Графіка
- Декор
- Мистецтво та антропологія сакрального

#### Факультет дизайну та прикладного мистецтва
- Театральна сценографія
- Сценічний костюм
- Сценографія на телебаченні та в кіно
- Реставрація творів сучасного мистецтва
- Промисловий дизайн
- Дизайн одягу
- Інтерактивне мультимедійне мистецтво і перформінг
- Інтерактивне мультимедійне мистецтво в кіно- та відеоіндустрії
- Фотографія

#### Факультет комунікацій та викладання мистецтва
- Креативні комунікації в мистецтві
- Комунікації та організації в сучасному мистецтві

### Спеціалізовані курси
- Терапевтичне мистецтво (дворічний спецкурс; теорія і практика) у співпраці з факультетом психіатрії Університету Павії